# Loïc Duval

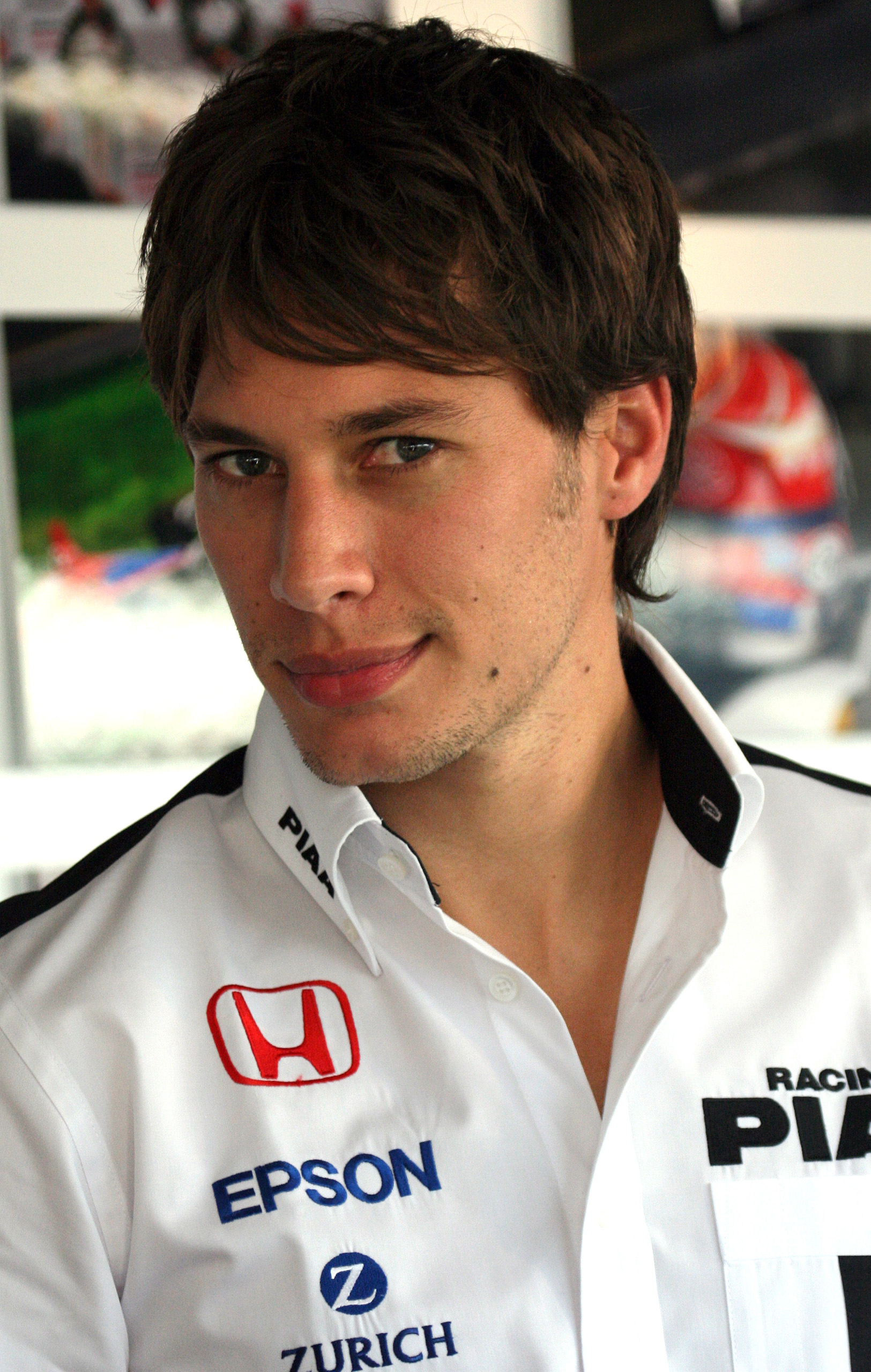

Loïc Duval (Chartres, 12 juni 1982) is een Frans autocoureur die anno 2018 als fabrieksrijder voor Audi Sport in de DTM en voor Dragon Racing in de Formule E rijdt. Hij won in 2013 de 24 uur van Le Mans met Allan McNish en Tom Kristensen in de Audi R18 van Audi Sport.

## Loopbaan
- 2002: Formule Renault Campus Frankrijk, team onbekend (9 overwinningen, kampioen).
- 2003: Formule Renault 2000 Frankrijk, team onbekend (4 overwinningen, kampioen).
- 2004: Formule 3 Euroseries, team Signature.
- 2005: Formule 3 Euroseries, team Signature.
- 2006: Super GT Japan GT500, team Nakajima Racing (1 overwinning).
- 2006: Formule Nippon, team PIAA Nakajima Racing (2 overwinningen).
- 2006-07: A1GP, team A1 Team Frankrijk (8 races).
- 2007: Super GT Japan GT500, team Nakajima Racing (2e in kampioenschap).
- 2007: Formule Nippon, team PIAA Nakajima Racing.
- 2007-08: A1GP, team A1 Team Frankrijk (10 races, 1 overwinning).
- 2008: 24 uur van Le Mans, team Team Oreca Matmut.
- 2008: Super GT Japan GT500, team Nakajima Racing.
- 2008: Formule Nippon, team PIAA Nakajima Racing.
- 2008-09, team A1 Team Frankrijk (6 races, 1 overwinning).
- 2009: Super GT Japan GT500, team Nakajima Racing.
- 2009: Formule Nippon, team PIAA Nakajima Racing (4 overwinningen, kampioen).

## A1GP resultaten
- Races vetgedrukt betekent pole positie, Races cursief betekent snelste ronde

| Jaar    | Inschrijving      | 1         | 2         | 3       | 4       | 5         | 6          | 7         | 8         | 9         | 10        | 11        | 12         | 13         | 14        | 15        | 16         | 17      | 18      | 19      | 20      | 21        | 22        | Rang | Punten |
| ------- | ----------------- | --------- | --------- | ------- | ------- | --------- | ---------- | --------- | --------- | --------- | --------- | --------- | ---------- | ---------- | --------- | --------- | ---------- | ------- | ------- | ------- | ------- | --------- | --------- | ---- | ------ |
| 2006-07 | A1 Team Frankrijk | NED SPR   | NED FEA   | CZE SPR | CZE FEA | BEI SPR   | BEI FEA    | MAL SPR   | MAL FEA   | IND SPR   | IND FEA   | NZL SPR 2 | NZL FEA 2  | AUS SPR 3  | AUS FEA 9 | RSA SPR 2 | RSA FEA NF | MEX SPR | MEX FEA | SHA SPR | SHA FEA | GBR SPR 4 | GBR FEA 7 | 4    | 67     |
| 2007-08 | A1 Team Frankrijk | NED SPR 2 | NED FEA 5 | CZE SPR | CZE FEA | MAL SPR 2 | MAL FEA 2  | ZHU SPR 8 | ZHU FEA 7 | NZL SPR 3 | NZL FEA 3 | AUS SPR 1 | AUS FEA NF | RSA SPR 11 | RSA FEA 2 | MEX SPR   | MEX FEA    | SHA SPR | SHA FEA | GBR SPR | GBR FEA |           |           | 4    | 118    |
| 2008-09 | A1 Team Frankrijk | NED SPR 3 | NED FEA 1 | CHI SPR | CHI FEA | MAL SPR 2 | MAL FEA 14 | NZL SPR 4 | NZL FEA 6 | RSA SPR   | RSA FEA   | POR SPR   | POR FEA    | GBR SPR    | GBR FEA   |           |            |         |         |         |         |           |           | 5    | 47     |